# Cryptotis lacandonensis
Cryptotis lacandonensis — вид ссавців родини Soricidae. Це ендемік Лакандонських джунглів у Чьяпасі (Мексика). Це Cryptotis середнього розміру з довжиною від голови до крижа 78,81 мм і хвоста 33,35 мм. Його хутро сірувате. Його видова назва, lacandonensis, латиною означає «із Lacandona».